# Lista chorążych reprezentacji Białorusi na igrzyskach olimpijskich
Lista chorążych reprezentacji Białorusi na igrzyskach olimpijskich – lista zawodników i zawodniczek reprezentacji Białorusi, którzy podczas ceremonii otwarcia nowożytnych igrzysk olimpijskich nieśli flagę Białorusi.

## Chronologiczna lista chorążych

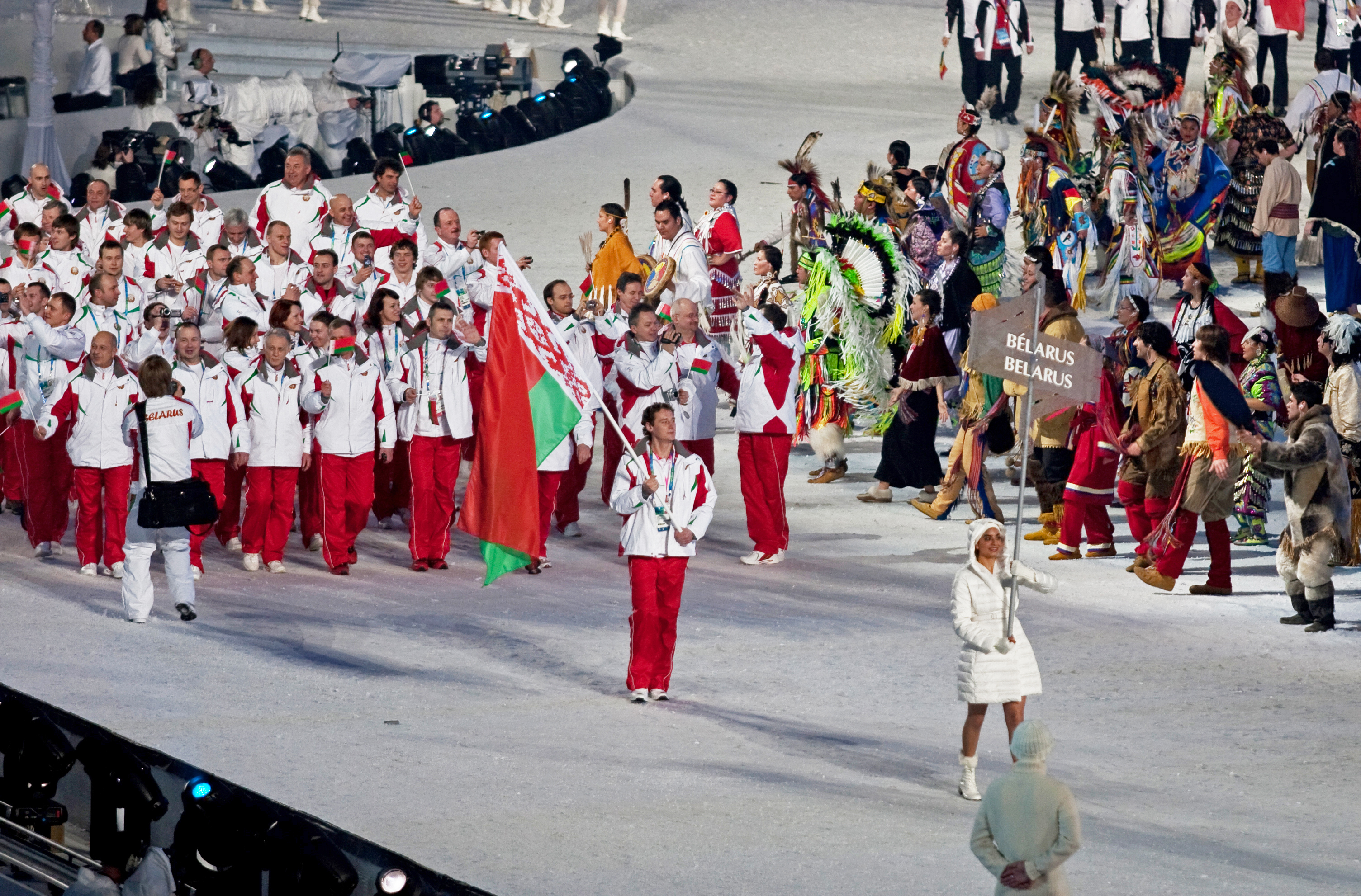
Reprezentacja Białorusi podczas ceremonii otwarcia Zimowych Igrzysk Olimpijskich 2010.

| Lp. | Rok i miejsce        | Chorąży            | Dyscyplina          |
| --- | -------------------- | ------------------ | ------------------- |
| 1   | 1994, Lillehammer    | Ihar Żalazouski    | łyżwiarstwo szybkie |
| 2   | 1996, Atlanta        | Ihar Astapkowicz   | Rzut młotem         |
| 3   | 1998, Nagano         | Aleksandr Popow    | Biathlon            |
| 4   | 2000, Sydney         | Siarhiej Lisztwan  | Zapasy              |
| 5   | 2002, Salt Lake City | Oleg Ryżenkow      | Biathlon            |
| 6   | 2004, Ateny          | Aleksandr Miedwied | Zapasy              |
| 7   | 2006, Turyn          | Aleksandr Popow    | Biathlon            |
| 8   | 2008, Pekin          | Aleksandr Romankow | Szermierka          |
| 9   | 2010, Vancouver      | Aleh Antonienka    | Hokej na lodzie     |
| 10  | 2012, Londyn         | Maks Mirny         | Tenis               |
| 11  | 2014, Soczi          | Alaksiej Hryszyn   | Narciarstwo dowolne |
| 12  | 2016, Rio            | Wasil Kiryjenka    | Kolarstwo           |
| 13  | 2018, Pjongczang     | Ała Cuper          | Narciarstwo dowolne |
| 14  | 2020, Tokio          | Hanna Marusawa     | Łucznictwo          |
| 14  | 2020, Tokio          | Mikita Cmyh        | Pływanie            |